# Nuʻusafeʻe
Nuʻusafeʻe (auch: Satalo) ist eine Insel, die vor der Südküste der Insel Upolu liegt. Sie gehört zum politischen Bezirk (itūmālō) Atua im Inselstaat Samoa.

## Geographie
Nuʻusafeʻe liegt vor der Südküste von Upolu im Eingangsbereich zum Hafen Falealili Harbor mit den Siedlungen Poutasi, Saleilua, Vaovai und Matautu. Die Insel misst nur etwa 80 m im Durchmesser. Sie wird durch ein Korallenriff vom Meer im Süden abgeschlossen.
Administrativ gehört die Insel zum Bezirk Atua.